# 身の毛立
身の毛立（みのけだち）、身の毛たち、身の毛よだつは、日本の妖怪絵巻に描かれている妖怪。

## 概要
短い毛の多数生えた身体で、口を突き出した横向きの上半身の姿で描かれている。国際日本文化研究センター所蔵の『化物尽絵巻』や国立歴史民俗博物館所蔵の『化物絵巻』、『百物語化絵絵巻』（1780年）にも描かれている。解説文などは一切なく、どのようなことをする妖怪であるのかは絵巻物にも示されていないため詳細は不明である。
江戸時代の随筆『嬉遊笑覧』に引かれている古法眼元信が描いた「化物絵」に描かれていたとされる妖怪の中には「身の毛たち」という名称が確認できる。
熊本県八代市の松井文庫に所蔵されている妖怪絵巻『百鬼夜行絵巻』では同じ形状の妖怪がじゅうじゅう坊（じゅうじゅうぼう）という名前で描かれている。